# Ingeniería de microondas
La ingeniería de microondas se refiere al estudio y diseño de circuitos, componentes y sistemas de microondas. Se aplican principios fundamentales a las técnicas de análisis, diseño y medición en este campo. Las longitudes de onda cortas involucradas distinguen esta disciplina de la ingeniería electrónica. Esto se debe a que existen diferentes interacciones con los circuitos, las transmisiones y las características de propagación en las frecuencias de microondas.
Algunas teorías y dispositivos que pertenecen a este campo son antenas, radares, líneas de transmisión, sistemas espaciales (detección remota), mediciones, riesgos de radiación de microondas y medidas de seguridad.
Durante la Segunda Guerra Mundial, la ingeniería de microondas jugó un papel importante en el desarrollo de radares que podían localizar con precisión barcos y aviones enemigos con un has enfocado de radiación EM. Los fundamentos de esta disciplina se encuentran en las ecuaciones de Maxwell y los trabajos de Heinrich Hertz, la teoría de la guía de ondas de William Thomson, JC Bose, el klistrón de Russel y Varian Bross, así como contribuciones de Perry Spencer y otros. 

## El dominio de las microondas
Microondas es un término utilizado para identificar ondas electromagnéticas por encima de 10 3 megahercios (1 gigahercio) hasta 300 gigahercios debido a las cortas longitudes de onda físicas de estas frecuencias. La energía de longitud de onda corta ofrece claras ventajas en muchas aplicaciones. Por ejemplo, se puede obtener suficiente directividad utilizando antenas relativamente pequeñas y transmisores de baja potencia. Estas características son ideales para su uso en aplicaciones de comunicación y radar tanto militares como civiles. Las aplicaciones de frecuencia de microondas hacen posibles antenas pequeñas y otros componentes pequeños. La ventaja del tamaño puede considerarse como parte de una solución a los problemas de espacio, peso o ambos. El uso de frecuencias de microondas es importante para el diseño de radares a bordo porque hace posible la detección de objetivos más pequeños. Las frecuencias de microondas presentan problemas especiales en la transmisión, generación y diseño de circuitos que no se encuentran en frecuencias más bajas. La teoría de circuitos convencional se basa en voltajes y corrientes, mientras que la teoría de microondas se basa en campos electromagnéticos. 
Los aparatos y técnicas pueden describirse cualitativamente como "microondas" cuando las longitudes de onda de las señales son aproximadamente las mismas que las dimensiones del equipo, de modo que el modelo de elementos agrupados es inexacto. Como consecuencia, la técnica práctica de microondas tiende a alejarse de las resistencias, condensadores e inductores discretos utilizados con ondas de radio de baja frecuencia. En cambio, el modelo de elementos distribuidos y la teoría de líneas de transmisión son métodos más útiles para el diseño y el análisis. Las líneas de transmisión coaxiales y de alambre abierto dan paso a guías de ondas y líneas de banda, y los circuitos sintonizados de elementos agrupados son reemplazados por resonadores de cavidad o líneas resonantes. Los efectos de reflexión, polarización, dispersión, difracción y absorción atmosférica normalmente asociados con la luz visible son de importancia práctica en el estudio de la propagación de microondas. Las mismas ecuaciones de la teoría electromagnética se aplican a todas las frecuencias.  

## Relevancia
La disciplina de la ingeniería de microondas se ha vuelto relevante a medida que el dominio de las microondas avanza hacia el sector comercial, y ya no es aplicable únicamente a las tecnologías militares de los siglos XX y XXI. Los componentes económicos y las comunicaciones digitales en el dominio de las microondas han abierto áreas pertinentes para esta disciplina. Algunas de estas áreas son radar, satélite, radio inalámbrica, comunicación óptica, circuitos informáticos más rápidos y radar para evitar colisiones. 

### Educación
Muchos colegios y universidades ofrecen ingeniería de microondas. A continuación, se muestran algunos ejemplos.
La Universidad de Massachusetts Amherst ofrece programas educativos y de investigación en teledetección por microondas, diseño de antenas y sistemas de comunicaciones. Se ofrecen cursos y trabajos de proyectos que conducen a títulos de posgrado. Las especialidades incluyen diseño de circuitos integrados de microondas y RF, ingeniería de antenas, electromagnetismo computacional, propagación de ondas de radio, sistemas de radar y teledetección, procesamiento de imágenes e imágenes de THz.  
La Universidad de Tufts ofrece un programa de certificación en ingeniería inalámbrica y de microondas como parte de sus programas de estudios de posgrado. Se puede aplicar para obtener una maestría en ingeniería eléctrica. El estudiante debe tener una licenciatura adecuada para inscribirse en este programa. 
La Universidad de Auburn ofrece investigaciones para el campo de las microondas. El Centro de Educación e Investigación en Ingeniería Inalámbrica es uno de los tres centros de investigación. La universidad también ofrece una Licenciatura en Ingeniería Inalámbrica con especialización en Ingeniería Eléctrica Inalámbrica.   
Bradley University ofrece una licenciatura y un posgrado en su Programa de Ingeniería Inalámbrica y de Microondas. Dispone de un Laboratorio Avanzado de Microondas, un Laboratorio de Comunicaciones Inalámbricas y otras instalaciones relacionadas con la investigación. 

### Sociedades
Existen sociedades profesionales pertinentes a esta disciplina:
La Sociedad de Técnicas y Teoría de Microondas del IEEE (MTT-S) "promueve el avance de la teoría de las microondas y sus aplicaciones...". La sociedad también publica revistas revisadas por pares y una revista. 

### Revistas y otras publicaciones periódicas académicas
Hay revistas revisadas por pares y otras publicaciones periódicas académicas que cubren temas relacionados con la ingeniería de microondas. Algunas de estas son IEEE Transactions on Microwave Theory and Techniques, IEEE Microwave and Wireless Components Letters, Microwave Magazine,  IET Microwaves, Antennas & Propagation,  y Microwave Journal. 

## Otras lecturas
- (Tesis). OCLC 469368809. Docket etd-09242009-195704 http://hdl.handle.net/10919/29081. Falta el |título= (ayuda)

- Datos: Q11339597